# Azulenă
Azulena este o hidrocarbură și izomer al naftalinei. În timp ce naftalina este incoloră, azulena are o culoare specifică albastră. Azulena se găsește în unele uleiuri eterice extrase din plante și unele gudroane. Denumirea sa provine de la cuvântul spaniol azul, care înseamnă „albastru”.
Istoria acestui compus este lungă, datând până în secolul al XV-lea, când cromoforul albastru-azuriu se obținea prin distilarea cu aburi a mușețelului. Structura sa a fost descrisă pentru prima dată de către Lavoslav Ružička, după care a urmat prima sinteză din 1937, realizată de Placidus Plattner.